# Thiazole orange
Le thiazole orange est un pigment fluorochome utilisé en histologie.

## Usage
Le pigment a été identifié en 1987 pour sa capacité de détection des réticulocytes,.
Il se combine à la fois avec l'ARN (présente dans les réticulocytes), l'ADN, l'ATP et l'ADP.